# ميخائيل برودهيرست
ميخائيل برودهيرست (بالإنجليزية: Michael Broadhurst)‏ هو لاعب اتحاد الرغبي نيوزلندي، ولد في 30 أكتوبر 1986 في غيسبورن ‏ في نيوزيلندا.

## وصلات خارجية
- ميخائيل برودهيرست عل موقع إسبنسكروم (الإنجليزية)
- ميخائيل برودهيرست على موقع ItsRugby.co.uk (الإنجليزية)